# Avicularia arabica
Avicularia arabica là một loài nhện trong họ Theraphosidae.
Loài này thuộc chi Avicularia. Avicularia arabica được Embrik Strand miêu tả năm 1908.